# 밀레니엄 타워 (프랑크푸르트)
밀레니엄 타워는 독일 프랑크푸르트에 제안된 마천루이다. 건물의 30%는 주거용으로 계획되어 있다. 클라이언트는 EIM(Eisenbahn Immobilien Mangemet)이며 1998년 제안되었다. 건물의 디자인은 알베리트 스피어 & 파트너 GmbH가 만들었다. 설계 및 엔지니어링은 알베르트 스피어 Jr.이 수행했다. 전망대에서는 프랑크푸르트 전체를 볼 수 있다. 객실은 유럽에서 가장 높은 객실이된다. 고급스러운 사무실과 주거시설, 백화점, 고급 쇼핑몰, 대형 컨벤션센터 건물과 연결되는 지하철, 지하주차장등 21세기 도시의 모든 기능이 건물에 통합되어 있다. 2007-2008년 금융 위기로 취소될 뻔 
하였다.

## 내부 시설
| 104       | 야외 전망대                                     |
| 103       | 시그니처 레스토랑                               |
| 102 - 101 | 이벤트 공간                                     |
| 100 - 85  | 5성급 럭셔리 호텔                               |
| 84 - 66   | 서비스 호텔 및 가족 비즈니스 호텔               |
| 65 - 36   | 일류 레지던스                                   |
| 35 - 7    | 고급 사무실, 임차인 서비스, 금융 비즈니스, 통신 |
| 6 - 5     | 컨벤션센터                                      |
| 4 - 1     | 백화점, 쇼핑몰                                  |
| B1 - B4   | 지하주차장, 지하철 연결 통로                    |
| --------- | ----------------------------------------------- |

## 같이 보기
- 유럽의 마천루 목록